# Luce Douady
Luce Douady (17 de noviembre de 2003-Crolles, 14 de junio de 2020) fue una deportista francesa que compitió en escalada. Ganó una medalla de bronce en el Campeonato Europeo de Escalada de 2019, en la prueba de dificultad.

## Biografía
Practicante de escalada desde los siete años, en el Campeonato Mundial en categoría juvenil de 2019 fue primera en la prueba de bloques y tercera en dificultad. Ese mismo año, pero en categoría absoluta, obtuvo una medalla de bronce en el Campeonato Europeo, en la prueba de dificultad.
En escalada en roca logró ascender una vía 8b+ en 2020. Falleció el 14 de junio de 2020, a los dieciséis años, en un accidente de escalada en el acantilado de Luisset, cerca de Crolles (Isère), al resbalar y precipitarse desde 150 m.

## Palmarés internacional
| Campeonato Europeo | Campeonato Europeo      | Campeonato Europeo | Campeonato Europeo |
| Año                | Lugar                   | Medalla            | Prueba             |
| ------------------ | ----------------------- | ------------------ | ------------------ |
| 2019               | Edimburgo (Reino Unido) | Medalla de bronce  | Dificultad         |